# Forn de Mas Abella
El Forn de Mas Abella és una obra d'Esponellà (Pla de l'Estany) inclosa a l'Inventari del Patrimoni Arquitectònic de Catalunya.

## Descripció
Forn de mur paredat. Al frontal trobem dues boques tapiades i les restes d'una tercera inferior, totes amb volta de carreuons. Als laterals restes de la repesa. També trobem una estructura quadrangular amb parets de maó acabats en dues aïgues. A la part superior hi ha restes d'un arc de maó pla i de mur.